# Frozen Alive!
| Recensione              | Giudizio |
| ----------------------- | -------- |
| AllMusic                |          |
| Robert Christgau        | B+       |
| Dizionario del Pop-Rock |          |

Frozen Alive! è un album live del chitarrista e cantante blues statunitense Albert Collins, pubblicato dalla Alligator Records nell'ottobre del 1981.
L'album ricevette una nomination al 24.mo Grammy Awards 1981 come Best Ethnic or Traditional Recording.

## Tracce

### LP (1981, Alligator Records, AL 4725)
Lato A (AL 4725-A)
1. Frosty (strumentale) – 4:45 (musica: Albert Collins)
2. Angel of Mercy – 8:10 (Homer Banks, Raymond Jackson)
3. I Got That Feeling – 5:18 (Albert Collins)

Durata totale: 18:13
Lato B (AL 4725-B)
1. Caldonia – 3:30 (Fleecie Moore)
2. Things I Used to Do – 4:40 (Eddie Jones (Guitar Slim))
3. Got a Mind to Travel – 4:03 (Albert Collins)
4. Cold Cuts – 5:55 (Albert Collins, A.C. Reed, Casey Jones, Johnny Gayden, Marvin Jackson)

Durata totale: 18:08

## Formazione
- Albert Collins – chitarra, voce

### Gruppo
The Icebreakers
- Marvin Jackson – chitarra
- A.C. Reed – sassofono tenore
- Allen Batts – organo
- Johnny B. Gayden – basso
- Casey Jones – batteria

### Produzione
- Bruce Iglauer e Dick Shurman – produzione
- Registrazioni dal vivo effettuate il 5-8 marzo 1981 al The Union Box di Minneapolis, Minnesota (Stati Uniti)
- Fred Breitberg – ingegnere delle registrazioni (Stark/Mudge Mobile Studio)
- Paul Stark, Tom Mudge e Steve Fjelstad – assistenti ingegnere delle registrazioni
- Fred Breitberg – remixaggi (effettuati al Streeterville Studios di Chicago)
- Eddie B. Flick, Todd Von Ohlen e Ron Gresham – assistenti ai remixaggi
- Ross & Harvey/Chicago – design copertina album originale
- Hammond Scott – foto copertina album originale
- Jim Matusik – foto retrocopertina album originale[6]